# T-43 (戦車)
T-43（ロシア語: Т-43）は、第二次世界大戦中にソビエト連邦で試作された中戦車である。
T-34中戦車およびKV-1重戦車を共に更新することを想定して開発され、従来の戦車よりも装甲を重視した設計であったが、その後ナチス・ドイツの戦車技術に対抗するには強力な火力こそが必要と判断され、より重武装のT-34-85中戦車が採用されたため、開発は中止された。
なお、ドイツ側では事前に得ていたソ連邦の戦車開発に関する情報から、T-34-85中戦車を当初はこの「T-43戦車」として識別していた。

## 開発
1939年12月に制式採用されたT-34中戦車はすぐさまソ連邦機甲戦力の主力となり大量生産された。しかし1942年5月以降はドイツ国防軍で新型戦車砲7.5 cm KwK 40の本格投入が始まり、T-34中戦車が遠距離からいとも簡単に破壊されるようになる。
1942年6月、ソ連邦装甲車両総局(GABTU)では2つの戦車設計局に対して重戦車並の装甲とT-34中戦車並の機動力を兼ね備える「多用途戦車」を設計するように要求した。チェリャビンスクのSKB-2重戦車設計局ではKV-13と呼ばれる設計が始まり、この設計案は後にスターリン重戦車シリーズの原型となった。一方、ニジニ・タギルのウラル車輌工場ではT-43戦車の開発を開始した。当時、同工場にはT-34中戦車などを設計したモロゾフ設計局が統合されていた。T-34中戦車の増産が優先されたこともあり、最初のT-43試作車両が完成したのは1943年3月になってからであった。
T-43戦車の全体的な設計はT-34中戦車とよく似ているが、装甲の配置や砲塔の形状が改められている。またT-34中戦車のクリスティー式サスペンションよりも空間効率が高いトーションビーム式サスペンションが組み込まれ、新型の5速ギアボックスが搭載されている。砲塔は3人用で、全方位を見渡せる戦車長用キューポラが備えられている。1943年型T-34中戦車の六角形砲塔と比べると、T-43戦車の装甲は70～90mmまで増加し、また車体も前面47mm、側面60～75mmと強化されていた。生産効率を高める為に主砲はT-34中戦車と同じF-34 76mm戦車砲を採用し、全部品のうち70％はT-34中戦車のものと互換性があった。しかしクビンカでの試験結果は芳しくなく、T-43戦車はT-34中戦車ほどの機動性を確保することは叶わず、また強化された装甲もドイツ製88mm砲に耐えうるものではないと判断された。
クルスクの戦いの後、ソ連邦の戦車設計者らはT-34中戦車の最大の欠点とは装甲ではなく、76.2mm主砲がドイツ製ティーガー重戦車やパンター中戦車に対して無力であることと結論付けた。その後、より強力な85mm主砲を搭載したT-34-85中戦車が設計され、T-43戦車のプロジェクトは中止された。なお、T-34-85中戦車に搭載された新型砲塔は、T-43戦車の砲塔を基に再設計したものであった。

## 登場作品
『World of Tanks』（オンラインゲーム）
ソ連中戦車T-43として登場。